# Neuseeländische Badmintonmeisterschaft 1970
Die Neuseeländische Badmintonmeisterschaft 1970 fand vom 8. bis zum 12. September 1970 in Wellington statt. Es war die 37. Austragung der Badmintonmeisterschaften von Neuseeland.

## Titelträger
| Disziplin    | Sieger                      |
| ------------ | --------------------------- |
| Herreneinzel | Richard Purser              |
| Dameneinzel  | Glenys Middelburg           |
| Herrendoppel | Richard Purser Bryan Purser |
| Damendoppel  | Alison Glenie Robin Glenie  |
| Mixed        | Richard Purser Val Gow      |